# Óscar Córdoba
Óscar Eduardo Córdoba Arce (* 2. März 1970 in Cali) ist ein ehemaliger kolumbianischer Fußballspieler.

## Karriere

### Verein
Seine Profikarriere begann Córdoba 1988 beim kolumbianischen Verein Atlético Nacional. Nach nur einer Saison entschied er sich zu einem Wechsel und schloss sich Deportivo Cali an. Für die Folgesaison entschlossen sich die Klub-Verantwortlichen, den jungen Torhüter an Deportes Quindio auszuleihen. Zu einer Rückkehr kam es allerdings nicht und Córdoba unterzeichnete für die kommenden zwei Jahre bei CD Los Millonarios. Anschließend sicherte sich Once Caldas die Dienste des damaligen Youngstars. Doch noch im gleichen Jahr, 1993, entschied sich Córdoba innerhalb der Liga zu América de Cali zu wechseln. Dort hielt es den Spieler für vier Jahre, ehe er nach Argentinien zum Traditionsklub Boca Juniors wechselte. 1998 gewann er mit seinem neuen Klub die argentinische Hinrundenmeisterschaft sowie im Jahr darauf die Rückrundenmeisterschaft. Den wohl größten Erfolg sicherte er sich mit dem Team 2000 und 2001, als zweimal in Folge die Copa Libertadores gewonnen werden konnte. Hinzu kommt der Triumph um den Weltpokal 2000. Durch gute Leistungen spielte sich Córdoba auf die Notizzettel der Scouts europäischer Vereine. So kam es im Winter 2001/02 zum Wechsel zum italienischen Verein Perugia Calcio. Obwohl Stammtorhüter, kehrte er dem Verein bereits nach einem halben Jahr den Rücken und zog weiter in die Türkei. Bei Beşiktaş Istanbul absolvierte er vier erfolgreiche Jahre. In der Saison 2002/03, in der er nur 17 Gegentore in 34 Spielen kassierte, wurde er mit Beşiktaş Istanbul türkischer Meister. 2003 erreichte Óscar Córdoba mit Beşiktaş das Viertelfinale im UEFA Cup. 2006 wurde sein Vertrag nicht verlängert und er wechselte ablösefrei zum Aufsteiger Antalyaspor, wo er nach Ende der Spielzeit im Sommer 2007 seinen Rücktritt erklärte.
Doch bereits kurze Zeit später gab er sein Comeback in seinem Heimatland für Deportivo Cali. Nach Auseinandersetzungen mit dem Vorstand, drohte Córdoba mit dem Wechsel zurück nach Argentinien oder in die Türkei, dem Rücktritt oder einem Transfer innerhalb der Liga. Schließlich unterzeichnete er für 2008 bei seinem früheren Arbeitgeber CD Los Millonarios.
Am 1. Januar 2010 beendete er seine aktive Karriere.

### Nationalmannschaft
Der Torwart spielte bei der WM 1994 in den USA und der WM 1998 in Frankreich.
Sein Debüt in der kolumbianischen Nationalmannschaft gab Córdoba am 31. März 1993 gegen die Fußballnationalmannschaft von Costa Rica. Am 10. September 2003 überholte er René Higuitas Rekord von 68 Einsätzen und wurde dadurch der kolumbianische Torhüter mit den meisten Partien für sein Land. Kurz darauf, im November, bestritt er gegen Argentinien sein letztes Länderspiel. Ein katastrophaler Fehlpass in die Beine von Hernán Crespo und das damit verbundene 1:0 für Argentinien (Endresultat: 1:1) beendeten seine Nationalspielerkarriere. Bis 2006 war er noch Ersatztorhüter, zu einem Einsatz kam es aber nicht mehr.

## Erfolge
- Kolumbianische Fußballmeisterschaft: 1997
- argentinische Hinrundenmeisterschaft (Apertura): 1998, 2000
- argentinische Rückrundenmeisterschaft (Clausura): 1999
- Copa Libertadores: 2000, 2001
- Weltpokal: 2000
- Türkischer Fußballmeister: 2003
- Türkischer Pokal: 2006
- Copa América: 2001